# Македонска патриотична организация „Пирин“ (Чикаго)
Македонската патриотична организация „Пирин“ е секция на Македонската патриотична организация в Чикаго, Илинойс, САЩ. Основана е през 2011 година по инициатива на Станимир Динев, Стоян Дечев, Дамян Лясков и Драгомир Богданов.
Дружеството е активно към 2021 година. На Сто и третия конгрес на Македонската патриотична организация от 2024 година председателят на МПО „Пирин“ Красимир Костов е избран за член на ЦК на МПО.

## Издания
- Bogdanov, Dragomir. The Macedonian Patriotic Organization for St. Cyril and Methodius, 2021
- Bogdanov, Dragomir. Dvorchanec vs Dvorchanec: Right to Answer, 2021
- Bogdanov, Dragomir. For Macedonia,but let us never forget mother Bulgaria too: For Macedonia, 2021
- Bogdanov, Dragomir. MPO and Macedonian Tribune-Declarations, 2021
- Bogdanov, Dragomir. MPO-100 Years Struggle for Freedom: Macedonian Patriotic Organization, 2021
- Bogdanov, Dragomir. MPO-Macedonian Patriotic Organization Chapters: This edition of the book contains over 300 photos and documents, a colorful and more luxurious edition, 2021
- Bogdanov, Dragomir. MPO Chapters: (Macedonian Patriotic Organization 1922-2022), 2021
- Bogdanov, Dragomir. Internal Macedonian Revolutionary Organization: IMRO Documentary History, 2021
- Bogdanov, Dragomir. Macedonian Students and Youth Organizations: Before 1944, 2021
- Bogdanov, Dragomir. Declarations of the Macedonian Patriotic Organization in Defense of the Bulgarians, 2021
- Bogdanov, Dragomir. Internal Macedonian Rev. Organization, 2023
- Bogdanov, Dragomir. UMD (United Macedonian Diaspora) Children of the Lie, 2023
- Bogdanov, Dragomir. Macedonian Students Organizations before 1944, 2023
- Bogdanov, Dragomir. The Macedonian Patriotic Organization against Titovci, 2023
- Bogdanov, Dragomir. IMRO-Internal Macedonian Rev. Organization history,documents and pictures: Internal Macedonian Patriotic Organization, 2023